# Carlo I di Nevers
Carlo di Nevers (1414 – 25 maggio 1464) fu conte di Nevers e Rethel dal 1415 alla morte.

## Biografia
Era figlio del conte di Nevers Filippo e della seconda moglie Bona d'Artois. Ad un anno di età ereditò dal padre, morto ad Agincourt il 25 ottobre 1415, la contea di Nevers. In seguito sposò Maria d'Albret, figlia di Carlo II conte di Dreux, l'11 giugno 1456.
Negli ultimi anni di vita del duca Filippo III di Borgogna, venne accusato di praticare arti magiche per far morire Carlo Conte di Charolais divenendo al suo posto erede del ducato di Borgogna; per sfuggire all'arresto e all'inevitabile condanna a morte, dovette lasciare la Francia. Morì in esilio poco tempo dopo e, non avendo avuto alcuna prole legittima, la contea passò a suo fratello Giovanni II di Nevers.

## Ascendenza
|                              |                   |                        | Genitori                  |  |  | Nonni |  |  | Bisnonni               |  |  | Trisnonni             |  |
|                              |                   |                        |                           |  |  |       |  |  | Giovanni II di Francia |  |  | Filippo VI di Francia |  |
|                              |                   |                        |                           |  |  |       |  |  | Giovanni II di Francia |  |  | Filippo VI di Francia |  |
|                              |                   | Giovanna di Borgogna   |                           |  |  |       |  |  | Giovanni II di Francia |  |  |                       |  |
| Filippo II di Borgogna       |                   |                        |                           |  |  |       |  |  | Giovanni II di Francia |  |  |                       |  |
|                              |                   | Bona di Lussemburgo    | Giovanni I di Lussemburgo |  |  |       |  |  |                        |  |  |                       |  |
|                              |                   | Bona di Lussemburgo    | Giovanni I di Lussemburgo |  |  |       |  |  |                        |  |  |                       |  |
|                              |                   | Bona di Lussemburgo    | Elisabetta di Boemia      |  |  |       |  |  |                        |  |  |                       |  |
| Filippo di Nevers            |                   | Bona di Lussemburgo    |                           |  |  |       |  |  |                        |  |  |                       |  |
|                              |                   | Luigi II di Fiandra    | Luigi I di Fiandra        |  |  |       |  |  |                        |  |  |                       |  |
|                              |                   | Luigi II di Fiandra    | Luigi I di Fiandra        |  |  |       |  |  |                        |  |  |                       |  |
|                              |                   | Luigi II di Fiandra    | Margherita I di Borgogna  |  |  |       |  |  |                        |  |  |                       |  |
| Margherita III delle Fiandre |                   | Luigi II di Fiandra    |                           |  |  |       |  |  |                        |  |  |                       |  |
|                              |                   | Margherita di Brabante | Giovanni III di Brabante  |  |  |       |  |  |                        |  |  |                       |  |
|                              |                   | Margherita di Brabante | Giovanni III di Brabante  |  |  |       |  |  |                        |  |  |                       |  |
|                              |                   | Margherita di Brabante | Maria d'Évreux            |  |  |       |  |  |                        |  |  |                       |  |
| Carlo I di Nevers            |                   | Margherita di Brabante |                           |  |  |       |  |  |                        |  |  |                       |  |
|                              | Giovanni d'Artois | Roberto III d'Artois   |                           |  |  |       |  |  |                        |  |  |                       |  |
|                              | Giovanni d'Artois | Roberto III d'Artois   |                           |  |  |       |  |  |                        |  |  |                       |  |
|                              | Giovanni d'Artois | Giovanna di Valois     |                           |  |  |       |  |  |                        |  |  |                       |  |
| Filippo d'Artois             | Giovanni d'Artois |                        |                           |  |  |       |  |  |                        |  |  |                       |  |
|                              |                   | Isabella di Melun      | Giovanni I di Melun       |  |  |       |  |  |                        |  |  |                       |  |
|                              |                   | Isabella di Melun      | Giovanni I di Melun       |  |  |       |  |  |                        |  |  |                       |  |
|                              |                   | Isabella di Melun      | Isabella d'Antoing        |  |  |       |  |  |                        |  |  |                       |  |
| Bona d'Artois                |                   | Isabella di Melun      |                           |  |  |       |  |  |                        |  |  |                       |  |
|                              |                   | Giovanni di Valois     | Giovanni II di Francia    |  |  |       |  |  |                        |  |  |                       |  |
|                              |                   | Giovanni di Valois     | Giovanni II di Francia    |  |  |       |  |  |                        |  |  |                       |  |
|                              |                   | Giovanni di Valois     | Bona di Lussemburgo       |  |  |       |  |  |                        |  |  |                       |  |
| Maria di Berry               |                   | Giovanni di Valois     |                           |  |  |       |  |  |                        |  |  |                       |  |
|                              |                   | Giovanna d'Armagnac    | Giovanni I d'Armagnac     |  |  |       |  |  |                        |  |  |                       |  |
|                              |                   | Giovanna d'Armagnac    | Giovanni I d'Armagnac     |  |  |       |  |  |                        |  |  |                       |  |
|                              |                   | Giovanna d'Armagnac    | Beatrice di Clermont      |  |  |       |  |  |                        |  |  |                       |  |
|                              |                   | Giovanna d'Armagnac    |                           |  |  |       |  |  |                        |  |  |                       |  |